# Monceau Saint-Gervais
Pour les articles homonymes, voir Saint-Gervais.

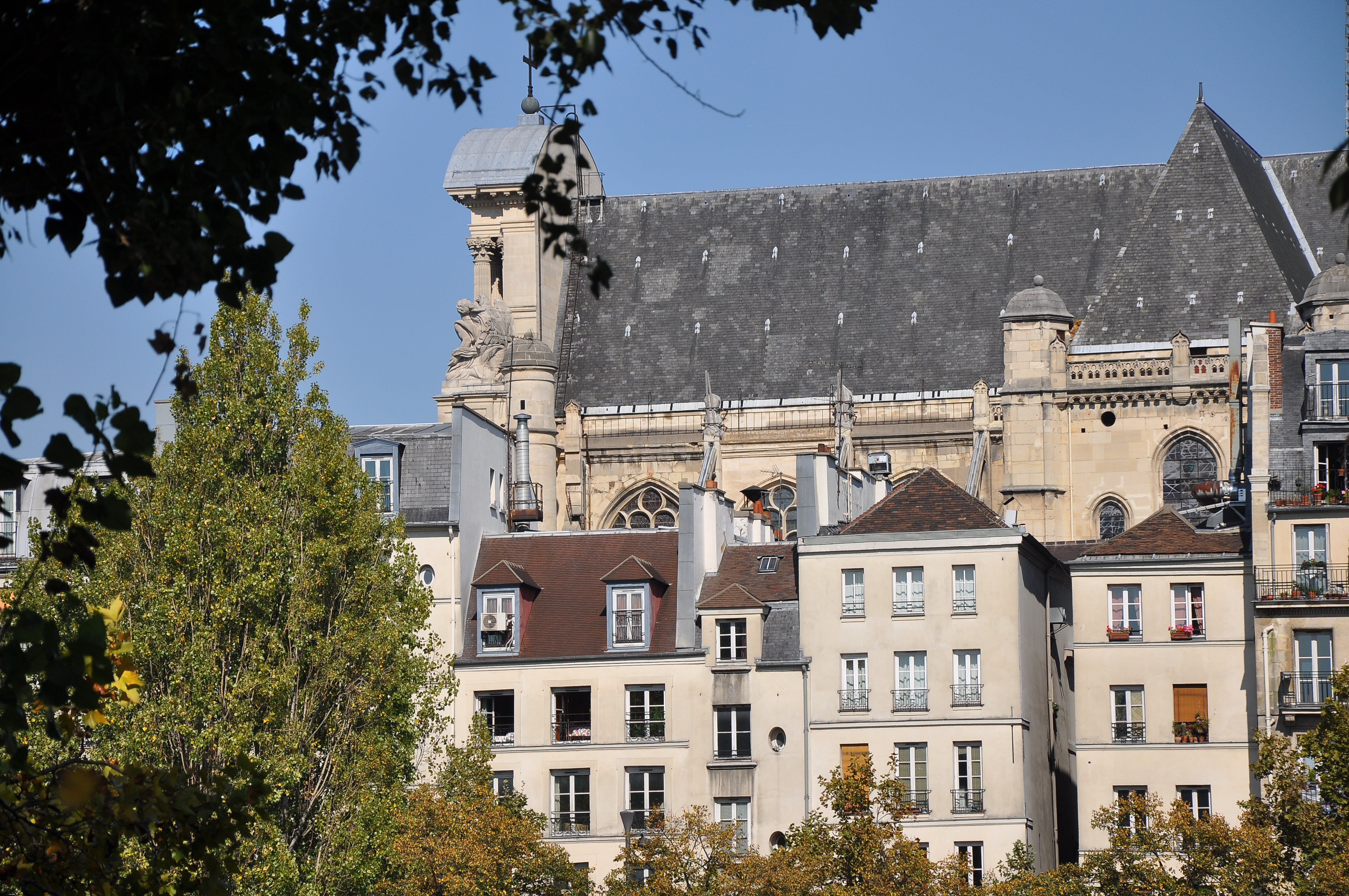
Le monceau est dominé par l'église Saint-Gervais-Saint-Protais, qui lui a donné son nom ; ici une vue depuis la pointe ouest de l'île Saint-Louis.

Le monceau Saint-Gervais est situé dans le 4e arrondissement de Paris, dans l'actuel quartier Saint-Gervais. Il correspondait au quartier historique Saint-Gervais, parfois appelé quartier de la Mortellerie ; c'est une partie du Marais.
Un monceau est une petite butte. Les premières implantations sur la rive droite de Paris se firent d'abord sur de petits monceaux de graviers, entourés par des terrains marécageux (d'où l'appellation de Marais) inondés par la Seine lors des crues, principalement sur les monceaux les plus proches de la Seine, Saint-Gervais, Saint-Merri, Saint-Germain l'Auxerrois et Saint-Jacques. Le monceau Saint-Gervais trouve derrière l'Hôtel de ville, autour de l'église Saint-Gervais-Saint-Protais ; la différence d'altitude a presque disparu du fait de l'arasement partiel en 1844-1847 et de la montée des terrains environnants, mais la volée de marches entre la rue des Barres, qui suit approximativement la ligne de crête du monceau, et la rue François-Miron en est le témoignage.

## Topographie

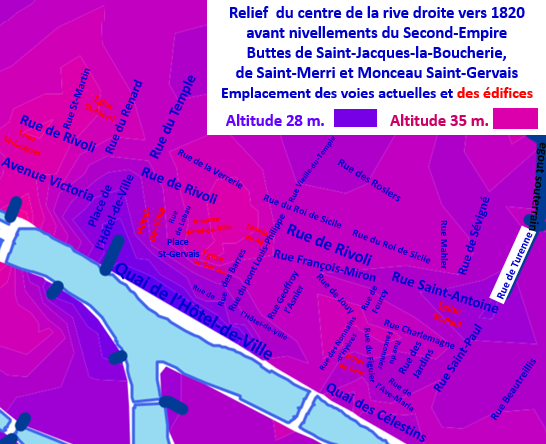
Relief des quartiers du centre-est de Paris vers 1820

Le monceau Saint-Gervais est la partie sud du quartier Saint-Gervais. N’étant pas un quartier administratif, ses limites ne peuvent être strictement fixées.
Au sens le plus large, on peut l'entendre comme l'ensemble de la butte qui émergeait de la zone marécageuse inondable de la rive droite à l’époque gallo-romaine et au début du Moyen Âge. Cette petite colline s’étendait à l’est jusqu’à l’emplacement de la rue Beautreillis, au nord jusqu’à la rue du Roi-de-Sicile et la rue de la Verrerie et se terminait à l’ouest à la place de Grève (place de l’Hôtel-de-Ville). Au-delà, au nord de l’échancrure de cette place, les parties émergentes se prolongeaient par la butte des Arcis à l’emplacement de la tour Saint-Jacques (ancien quartier Saint-Jacques-la-Boucherie) et autour de l’église Saint-Merri. Ce relief adouci au Moyen Âge par l'élévation des parties basses en conséquence de l’accumulation de déblais des destructions-reconstructions des bâtiments au cours des siècles était resté relativement net jusque vers 1850 avant les opérations de nivellement des travaux du Second-Empire. Il en subsiste quelques vestiges, par exemple les escaliers de la rue Cloche-Perce de part et d’autre de la rue de Rivoli, le plus visible étant l’îlot autour de l’église Saint-Gervais qui domine son environnement.
Au sens le plus restreint, le monceau Saint-Gervais peut être limité à ce secteur entre la rue du Pont-Louis-Philippe et la rue de Brosse, qui est celui de la partie ouest de l’îlot insalubre n° 16 rénovée des années 1950 jusqu'au début des années 1970 sous la coordination de l’architecte Albert Laprade.
On peut également le comprendre comme étant l’ensemble du territoire de ce plan de rénovation urbaine qui s’étendait au sud des rues François-Miron et Saint-Antoine jusqu’à la rue Saint-Paul.

## Historique

### Époque antique
La cité romaine de Lutèce se trouvant sur la rive gauche, la rive droite n'est presque pas occupée avant le début du Haut Moyen Âge.
Au IIe siècle une voie romaine, partant de Lutèce et menant à Melodunum (Melun) puis de là à Agedincum (Sens), fut aménagée sur le tracé de l'actuelle rue François-Miron prolongée par la rue Saint-Antoine, longeant d'abord le nord du monceau puis traversant le marécage vers l'est (on a retrouvé en 1899 son soubassement, renforcé de pilotis et de murs de soutènement).
Comme pour toutes les voies importantes sortant d'une ville de l'Antiquité, une nécropole, d'abord romaine puis mérovingienne, bordait la voie (des ossements ont été retrouvés au XVIIIe siècle à hauteur des no 2 à 14 de la rue).

### Époque médiévale
Les premières habitations formèrent, au Haut Moyen Âge, un bourg de pêcheurs et de bateliers, avec leur propre église (dès le Ve siècle à l'emplacement de l'église Saint-Gervais), le tout protégé par une palissade. Le bourg fut intégré à la ville médiévale en extension sur la rive droite lors de la construction au Xe siècle d'une enceinte d'où la voie romaine sortait par la porte Baudoyer (près de la place Baudoyer, à hauteur de la rue des Barres), détruite après la construction de l'enceinte de Philippe Auguste.
Le fief du Monceau Saint-Gervais qui englobait les églises Saint-Jean-en-Grève et Saint-Gervais-Saint-Protais appartenait au XIe siècle à la famille des comtes de Meulan puis après plusieurs transactions au roi Philippe-Auguste à l'époque de l'achèvement de l'enceinte.
Au pied du monceau et en bord de Seine se trouvait le principal marché de la rive droite, qui fut déménagé par Louis VII aux Champeaux. Les habitants du quartier obtinrent du roi qu'aucun bâtiment ne fut élevé à cet emplacement (charte de 1141), qui devint la place de Grève. Deux rues débouchaient sur le côté oriental de la place : la rue du Martroi (qui menait à la rue du Pourtour-Saint-Gervais et passait à partir du XVIe siècle sous l'Hôtel de ville par l'arcade Saint-Jean), et la rue de la Mortellerie. Cette dernière prit en 1835, juste après l'épidémie de choléra de 1832, le nom de rue de l'Hôtel-de-Ville, à la demande des riverains qui trouvaient le nom trop macabre (en fait les morteliers étaient les maçons utilisant du mortier).
Les bords de la Seine étaient encore de simples plages aux pentes abruptes. Le quai de la Grève (spécialisé dans le foin et le charbon) allait de la place de Grève jusqu'à la rue des Barres, où commençait le Port-au-Blé.
Le quartier, parfois appelé quartier de la Mortellerie, s'étend du XIIe jusqu'au XVIe siècle vers l'est jusqu'à la muraille de Philippe Auguste (au-delà c'est le quartier Saint-Antoine), la rue du Pourtour-Saint-Gervais est sa limite nord, commençant sur la place de Grève.

### Bâtiments non localisés
L'illustrateur et graveur sur cuivre  Léonard Gaultier (1561-1635 ou 1641), s'installa dans la rue Monceau-Saint-Gervais à ses débuts à l'enseigne de l' " Arche de Noé ", et déménage pour la rue Saint-Jacques en 1599, à la " Fleur de Lys d'or ".

### Époque moderne
Au XVIIe siècle les quartiers sont redéfinis ; le quartier Saint-Gervais, rebaptisé quartier de l'Hôtel-de-Ville, s'étend désormais du Châtelet à l'ouest jusqu'aux fortifications de Charles V à l'est, ces dernières bientôt mises à bas et transformées en boulevard (l'actuel boulevard Bourdon). La rue du Monceau-Saint-Gervais est toujours sa limite au nord, la séparant du quartier de la place Royale. En 1702, le quartier fut divisé entre celui de Grève (la place de Grève et le monceau Saint-Gervais), et celui de Saint-Paul au niveau de la rue Geoffroy-l'Asnier.
Il reste quelques bâtiments du XVIe et surtout du XVIIe siècle dans le quartier :
- la maison de ville de l'Abbaye de Maubuisson, construction à colombages construite en 1540 achetée par la communauté des sœurs de la Croix au 12 de la rue des Barres
- la maison dite de Marie Touchet, au 22 bis de la rue du Pont-Louis-Philippe ;
- l'hôtel d'Aumont, au 7 de la rue de Jouy ;
- l'hôtel de Beauvais, au 68 de la rue François-Miron ;
- l'hôtel de Chalon-Luxembourg, au 26 de la rue Geoffroy-l'Asnier ;
- l'hôtel d'Ourscamp, au 31 de la rue Geoffroy-l'Asnier.

### Époque contemporaine

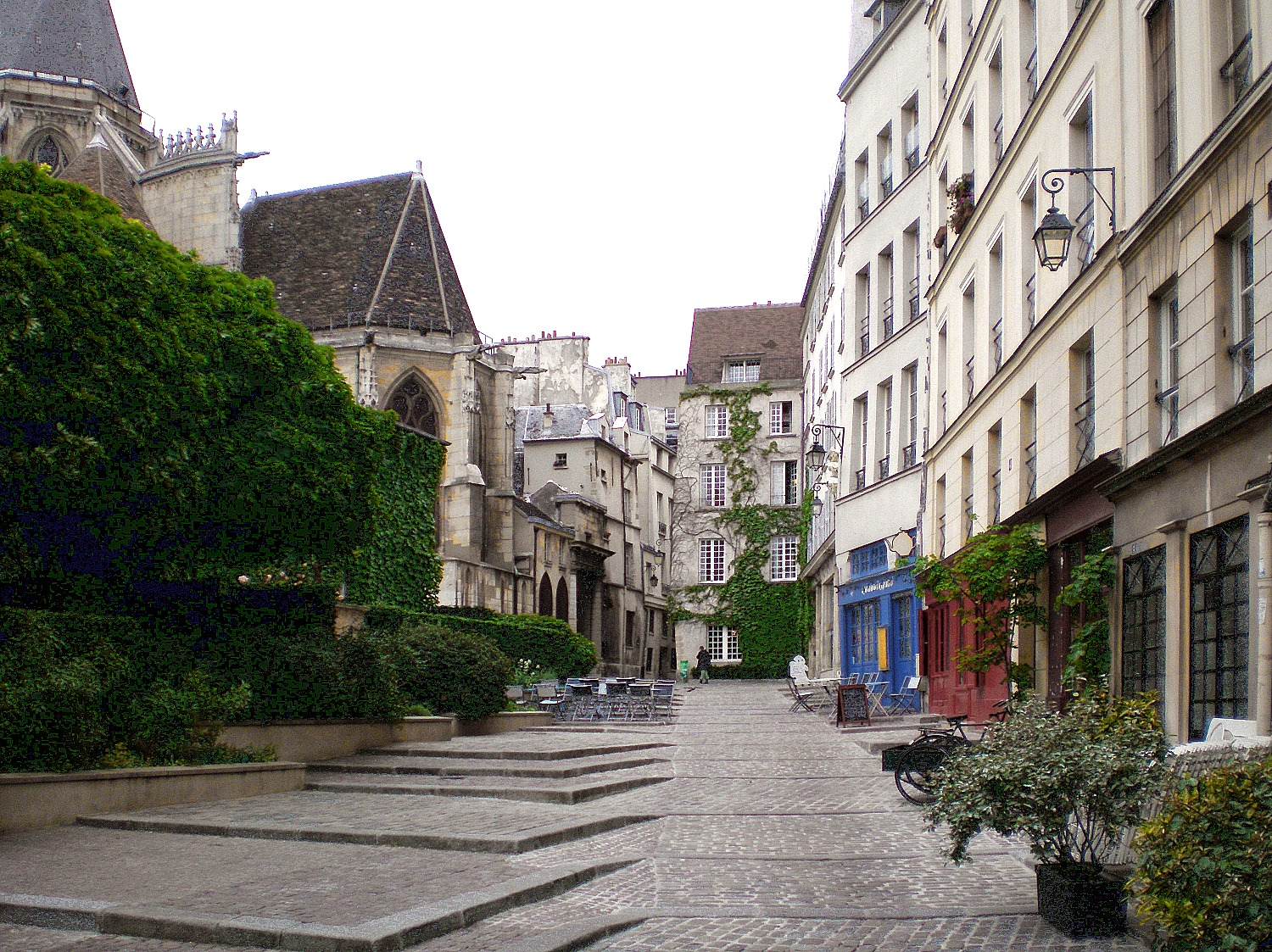
La montée de la rue des Barres (en 2007).

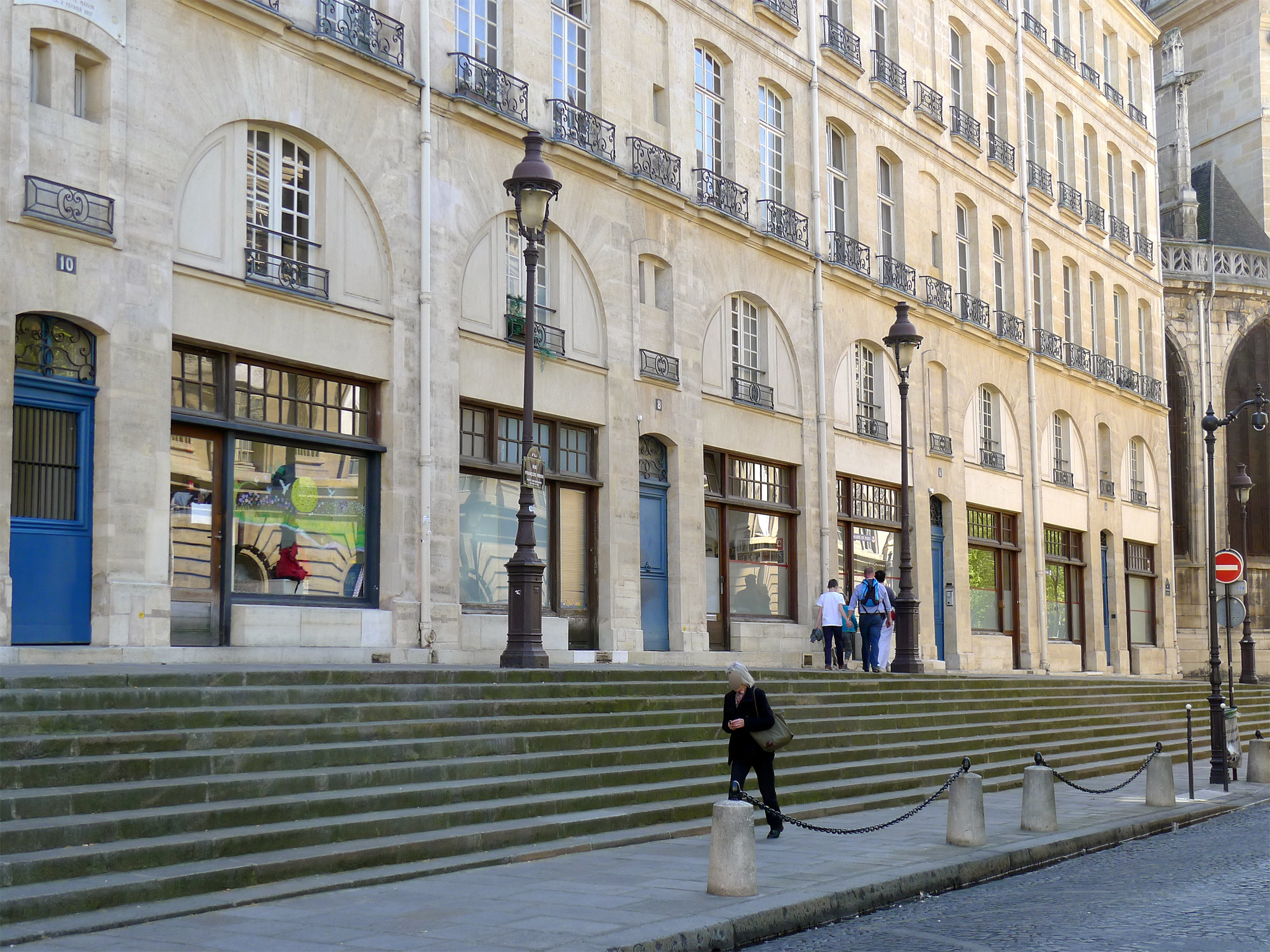
La différence de niveau actuelle, côté rue François-Miron, le long d'un îlot insalubre renové.

Sous la Révolution française, le quartier de la Grève devient la section de l'Hôtel-de-Ville (rebaptisée section de la Maison-Commune, puis section de la Fidélité), tandis que le quartier Saint-Paul devient la section de l'Arsenal, les deux séparés par la rue de Fourcy et la rue des Nonnains-d'Hyères.
La rue du pont Louis-Philippe est percée sur le flanc du monceau par la société concessionnaire du pont-Louis-Philippe dirigée par Charles et Paul Seguin en vertu d'une ordonnance du 13 mars 1833, entrainant la destruction de maisons anciennes et la construction autour de 1840 d'immeubles homogènes de cinq étages alignés avec boutiques au rez-de-chaussée et immeubles destinés aux bourgeois aux étages.
Au milieu du XIXe siècle, le préfet Haussmann rase la partie ouest du monceau Saint-Gervais entre l'Hôtel-de-Ville et l'église Saint-Gervais : en 1850-1854 la rue de Lobau est percée (elle occupe l'emplacement des anciennes rues du Martroi, du Pet-au-Diable, Pernelle, de la Levrette et du Tourniquet-Saint-Jean), la place Saint-Gervais agrandie et la caserne Napoléon, ou caserne Lobau est construite (à la place d'une centaine de maisons).
A l'est de cet espace rénové, le quartier est classé comme îlot insalubre n° 16 en 1921 jusqu'à la rue Saint-Paul en raison de la forte mortalité par tuberculose. Ce territoire de 15,6 hectares fait l'objet en 1938 d'un projet de destruction de l'ensemble de ses maisons anciennes et de construction d'une vaste annexe de l'Hôtel de ville avec jardins et avenues et immeubles de type HBM sur 15 hectares de la rue de Brosse à la rue Saint-Paul.
Ce projet contesté par les défenseurs du patrimoine est remplacé en mars 1944 par un plan d'aménagement plus mesuré mis en œuvre par trois architectes.
La rénovation du secteur ouest de l'îlot insalubre autour de l'église Saint-Gervais, délimité à l'est par la rue du Pont-Louis-Philippe est confiée à l'architecte Albert Laprade qui conserve le tracé des voies avec quelques alignements ou élargissements limités.
L'essentiel de la rénovation de ce secteur est une opération de réhabilitation des immeubles anciens et de dégagement de leurs espaces arrière nommée « curetage ».
Albert Laprade remplace par un jardin les ateliers qui occupaient l'espace triangulaire de l'ancien cimetière Saint-Gervais entre l'église, l'immeuble du 2 au 12 de la rue François-Miron et du 15-17 rue des Barres et restaure cet immeuble. La plupart des maisons des numéros impairs de la rue de l'Hôtel-de-Ville sont conservées ainsi que celles du côté pairs les plus proches de la rue de Brosse.
Les maisons ̈de la rue des Barres entre l'église jusqu'à l'angle de la rue de l'Hôtel-de-Ville, et celles à l'angle de cette rue en direction de la rue de Brosse. Celles au sud de l'église le long d'une voie étroite, le passage du Gantelet sont également démolies. Les bâtiments détruits dans cet îlot sont remplacés par un jardin et une crèche.
Les maisons démolies des nos 14 et 16 de la rue des Barres sont remplacées par deux immeubles construits en 1960 et en 1971 entourant le petit square Couperin.
L'ensemble des maisons de la rue du Pont-Louis-Philippe qui dataient des années 1840 est conservé.
La rénovation du secteur Ouest est la plus proche de l'esprit du plan d'aménagement de mars 1944.
Dans les secteurs Centre et Est, les hôtels particuliers et plusieurs immeubles sont restaurés et mis en valeur mais les destructions de maisons anciennes sont plus étendues.

## Accès
On accède au quartier par les stations de métro :
- Hôtel de Ville (lignes 1 et 11) ;
- Pont Marie (ligne 7).